# Gran Premio di Francia 1962
Il Gran Premio di Francia 1962 è stata la quarta prova della stagione 1962 del campionato mondiale di Formula 1. La gara si è tenuta domenica 8 luglio sul circuito di Rouen ed è stata vinta dallo statunitense Dan Gurney su Porsche, al primo successo in carriera per il pilota e all'unico per la scuderia; Gurney ha preceduto all'arrivo il sudafricano Tony Maggs su Cooper-Climax e il connazionale Richie Ginther su BRM. 

## Vigilia
A causa di uno sciopero, la Ferrari non poté prendere parte all'evento.

## Qualifiche
Nella sessione di qualifica si è avuta questa situazione:
| Pos | N. | Pilota                  | Auto          | Squadra                        | Tempo  | Distacco |
| --- | -- | ----------------------- | ------------- | ------------------------------ | ------ | -------- |
| 1   | 12 | Jim Clark               | Lotus-Climax  | Team Lotus                     | 2:14.8 | -        |
| 2   | 8  | Graham Hill             | BRM           | Owen Racing Organisation       | 2:15.0 | +0.2     |
| 3   | 22 | Bruce McLaren           | Cooper-Climax | Cooper Car Company             | 2:15.4 | +0.6     |
| 4   | 26 | Jack Brabham            | Lotus-Climax  | Brabham Racing Organisation    | 2:16.1 | +1.3     |
| 5   | 18 | John Surtees            | Lola-Climax   | Yeoman Credit Racing Team      | 2:16.3 | +1.5     |
| 6   | 30 | Dan Gurney              | Porsche       | Porsche System Engineering     | 2:16.5 | +1.7     |
| 7   | 34 | Masten Gregory          | Lotus-BRM     | UDT Laystall Racing Team       | 2:17.3 | +2.5     |
| 8   | 36 | Innes Ireland           | Lotus-Climax  | UDT Laystall Racing Team       | 2:17.5 | +2.7     |
| 9   | 32 | Jo Bonnier              | Porsche       | Porsche System Engineering     | 2:17.9 | +3.1     |
| 10  | 10 | Richie Ginther          | BRM           | Owen Racing Organisation       | 2:18.2 | +3.4     |
| 11  | 24 | Tony Maggs              | Cooper-Climax | Cooper Car Company             | 2:18.6 | +3.8     |
| 12  | 14 | Trevor Taylor           | Lotus-Climax  | Team Lotus                     | 2:19.1 | +4.3     |
| 13  | 28 | Maurice Trintignant     | Lotus-Climax  | Rob Walker Racing Team         | 2:20.8 | +6.0     |
| 14  | 20 | Roy Salvadori           | Lola-Climax   | Yeoman Credit Racing Team      | 2:21.3 | +6.5     |
| 15  | 40 | Jo Siffert              | Lotus-BRM     | Ecurie Filipinetti             | 2:23.4 | +8.6     |
| 16  | 42 | Jackie Lewis            | Cooper-Climax | Ecurie Galloise                | 2:25.5 | +10.7    |
| 17  | 38 | Carel Godin de Beaufort | Porsche       | Ecurie Maarsbergen             | 2:26.5 | +11.7    |
| WD  | 16 | Peter Arundell          | Lotus         | Team Lotus                     |        |          |
| WD  | 4  | Colin Davis             | Porsche       | Scuderia Repubblica di Venezia |        |          |
| WD  | 6  | Carlo Abate             | Lotus-Climax  | Scuderia Repubblica di Venezia |        |          |
| WD  | 44 | Ian Burgess             | Cooper-Climax | Anglo-American Équipe          |        |          |

## Gara
L'evento vide la prima vittoria in carriera per Dan Gurney e l'unico successo della Porsche, che rimarrà l'ultima affermazione di un team tedesco in Formula 1 fino al Gran Premio del Canada 2008, vinto da Robert Kubica su BMW Sauber.

### Risultati
I risultati del Gran Premio sono i seguenti:
| Pos | N. | Pilota                  | Costruttore/Motore | Giri | Tempo/Ritiro        | Griglia | Punti |
| --- | -- | ----------------------- | ------------------ | ---- | ------------------- | ------- | ----- |
| 1   | 30 | Dan Gurney              | Porsche            | 54   | 2:07:05.5           | 6       | 9     |
| 2   | 24 | Tony Maggs              | Cooper-Climax      | 53   | + 1 giro            | 11      | 6     |
| 3   | 10 | Richie Ginther          | BRM                | 52   | + 2 giri            | 10      | 4     |
| 4   | 22 | Bruce McLaren           | Cooper-Climax      | 51   | + 3 giri            | 3       | 3     |
| 5   | 18 | John Surtees            | Lola-Climax        | 51   | + 3 giri            | 5       | 2     |
| 6   | 38 | Carel Godin de Beaufort | Porsche            | 51   | + 3 giri            | 17      | 1     |
| 7   | 28 | Maurice Trintignant     | Lotus-Climax       | 50   | + 4 giri            | 13      |       |
| 8   | 14 | Trevor Taylor           | Lotus-Climax       | 48   | + 6 giri            | 12      |       |
| 9   | 8  | Graham Hill             | BRM                | 44   | Alimentazione       | 2       |       |
| 10  | 32 | Jo Bonnier              | Porsche            | 43   | Cambio              | 9       |       |
| Rit | 12 | Jim Clark               | Lotus-Climax       | 34   | Sospensione         | 1       |       |
| Rit | 42 | Jackie Lewis            | Cooper-Climax      | 28   | Incidente           | 16      |       |
| Rit | 20 | Roy Salvadori           | Lola-Climax        | 21   | Pressione dell'olio | 14      |       |
| Rit | 34 | Masten Gregory          | Lotus-BRM          | 15   | Surriscaldamento    | 7       |       |
| Rit | 26 | Jack Brabham            | Lotus-Climax       | 11   | Sospensione         | 4       |       |
| Rit | 40 | Jo Siffert              | Lotus-BRM          | 6    | Frizione            | 15      |       |
| Rit | 36 | Innes Ireland           | Lotus-Climax       | 1    | Puntura             | 8       |       |

## Statistiche

### Piloti
- 1ª vittoria per Dan Gurney
- 1° podio per Tony Maggs
- 1º Gran Premio per Carlo Abate

### Motori
- 1° e unica vittoria per il motore Porsche
- 50° podio per il motore Climax

### Giri al comando
- Graham Hill (1-30, 34-42)
- Jim Clark (31-33)
- Dan Gurney (43-54)

## Classifiche mondiali

### Piloti
| Pos | Pilota                  | Punti |
| --- | ----------------------- | ----- |
| 1   | Graham Hill             | 16    |
| 2   | Phil Hill               | 14    |
| 3   | Bruce McLaren           | 12    |
| 4   | Dan Gurney              | 9     |
|     | Jim Clark               | 9     |
| 6   | Tony Maggs              | 8     |
| 7   | John Surtees            | 7     |
| 8   | Trevor Taylor           | 6     |
| 9   | Lorenzo Bandini         | 4     |
|     | Richie Ginther          | 4     |
| 11  | Giancarlo Baghetti      | 3     |
|     | Ricardo Rodriguez       | 3     |
| 13  | Jo Bonnier              | 2     |
|     | Carel Godin de Beaufort | 2     |
| 15  | Jack Brabham            | 1     |

### Costruttori
| Pos | Team          | Punti |
| --- | ------------- | ----- |
| 1   | BRM           | 20    |
| 2   | Cooper-Climax | 17    |
| 3   | Lotus-Climax  | 15    |
| 4   | Ferrari       | 14    |
| 5   | Porsche       | 12    |
| 6   | Lola-Climax   | 7     |